# رمزی بولتون
رمزی بولتون (انگلیسی: Ramsay Bolton) که پیشتر با نام رمزی اسنو شناخته می‌شد، نام یک شخصیت خیالی در مجموعه رمان‌های فانتزیِ ترانه یخ و آتش است که توسط نویسندهٔ آمریکایی جرج آر. آر. مارتین نگاشته شده‌است.
این شخصیت، یکی از شخصیت‌هایِ منفیِ اصلی در فصل‌های ۳ تا ۶ بازی تاج‌وتخت است.
رمزی بولتون نخستین بار در کتاب نبرد پادشاهان (۱۹۹۸) معرفی شد که فرزند ارشدِ روس بولتون، فرماندهٔ قلعهٔ باستانی «دِرِدفورت» (انگلیسی: Dreadfort) در منطقهٔ شمالی پادشاهی وِستروس (انگلیسی: Westeros) است. سپس در کتاب‌های طوفان شمشیرها (۲۰۰۰)، ضیافتی برای کلاغ‌ها (۲۰۰۵) و رقصی با اژدهایان (۲۰۱۱) نیز، این شخصیت حضوری مجدد می‌یابد.
در مجموعهٔ تلویزیونی بازی تاج‌وتخت (از تولیدات اچ‌بی‌او)، نقش او را ایوان ریان ایفا می‌کند.

## ویژگی‌های شخصیتی
رمزی فرزند نامشروعِ «روس بولتون» است. او را با عناوین دیگری همچون «حرامزادهٔ بولتون» و «حرامزادهٔ دِرِدفورت» هم می‌شناسند. او شخصیتی بی‌باک، غیرقابل پیش‌بینی و سادیستی دارد که از دیدن رنج و عذاب دیگران لذت می‌برد. یکی از بزرگترین لذت‌ها و خوشی‌های رمزی شکنجه کردنِ دیگران است و او با شور و شوق فراوان، سنت خانوادگی بولتون‌ها را در کندن پوست دشمنانشان اجرا می‌کند. پدرش، روس، به او بدگمان است و فکر می‌کند که فرزند و وارثِ قانونی‌اش را به قتل رسانده‌است و در آینده هم تمامی فرزندان احتمالی او را خواهد کشت. او در رمان اصلی، زشت‌رو، با صورتی رنگ‌پریده و موهای خشک و تیره توصیف شده‌است.
همچنین در کتاب‌ها، رمزی بولتون یک شخصیت فرعی است.

## تصویرسازی و بازخوردها
در مجموعهٔ تلویزیونی بازی تاج‌وتخت، شخصیت رمزی توسط بازیگر ولزی ایوان ریان به تصویر کشیده می‌شود و بازی او در این نقش با نقدها و بازخوردهای مثبتی مواجه شد. ایوان ریان در آغاز قرار بود نقشِ جان اسنو را بازی کند ولی این نقش بعداً به کیت هرینگتون داده شد.